# Phyllomyias griseocapilla
A Phyllomyias griseocapilla a madarak (Aves) osztályának verébalakúak (Passeriformes) rendjébe és a királygébicsfélék (Tyrannidae) családjába tartozó faj.

## Rendszerezése
A fajt Philip Lutley Sclater angol ügyvéd és zoológus írta le 1871-ben. Egyes szervezetek a Zimmerius nembe sorolják Zimmerius griseocapilla néven.

## Előfordulása
Dél-Amerikában, Brazília délkeleti részén honos. Természetes élőhelyei a szubtrópusi és trópusi síkvidéki és hegyi esőerdők, valamint másodlagos erdők. Állandó, nem vonuló faj.

## Megjelenése
Testhossza 11 centiméter.

## Természetvédelmi helyzete
Az elterjedési területe még nagy, de gyorsan csökken, egyedszáma szintén csökken. A Természetvédelmi Világszövetség Vörös listáján mérsékelten fenyegetett fajként szerepel.